# Theo Ettema
Theodorus Antonius "Theo" Ettema (19 mei 1906 – 16 mei 1991) was een Nederlands componist, muziekpedagoog en muziekuitgever. 
Hij publiceerde onder het pseudoniem Folk Dean leerboeken als Harmonium (6 delen), Mijn eerste pianoboek (3 delen) en Steeds Beter (3 delen) waarmee een begin kon worden gemaakt met het leren bespelen van een orgel, harmonium of piano. Onder het pseudoniem James Arden schreef hij leerboeken voor blokfluit, zoals de serie De jonge blokfluiter en ook oefenstukken voor dit instrument. Voor accordeon gebruikte hij het pseudoniem Carlo West en later ook voor elektronisch orgel. Voor gitaar schreef hij onder de naam Ilja Croon lesmethoden. Hij was zelf muziekleraar en de methoden zijn onder invloed van deze lespraktijk ontstaan.
Hij schreef muziek bij het gedicht "Kind, als lente is" van Adriaan Roland Holst en bij "Van het sterrekijn" van G.Th. Antheunis.
Hij was vanaf de oprichting in 1942 tot 1962 dirigent van het Purmerends Oratoriumkoor, dat de naam later wijzigde in Purmerends Gemengd Koor en een koor uit Edam. Deze koren voerden onder zijn leiding ieder jaar de Matthäus-Passion van Johann Sebastian Bach uit, waaraan ook solisten van buiten, zoals Jo Vincent meewerkten. Het Purmerends Oratoriumkoor voerde daarnaast ook andere oratoria uit zoals Die Schöpfung en Die Jahreszeiten van Joseph Haydn. Hij was getrouwd met de dochter van de directeur Van Dijk van de gasfabriek uit Purmerend. Het echtpaar bleef kinderloos.
Als muziekuitgever gaf hij in verschillende fondsen (o.a. XYZ, New Sound) behalve de uitgaven onder pseudoniem van zichzelf ook veel composities en muziekpedagogische werken van Pierre van Hauwe uit, zowel in het Nederlands als in het Duits en Frans. Voor de Nederlandse markt importeerde hij ook het Orff-instrumentarium van de Duitse fabriek Studio 49, die deze instrumenten op directe aanwijzing van Carl Orff sinds 1949 fabriceert.
Hij overleed in 1991 op 84-jarige leeftijd en is begraven op begraafplaats Buitenveldert. Zijn archief bevindt zich in het Nederlands Muziek Instituut.
- International Standard Name Identifier: 0000 0003 8898 4309
- Nederlandse Thesaurus van Auteursnamen: 070461325
- Virtual International Authority File: 282265915
- WorldCat: E39PBJhMqjxvdPvchyT3dDbjmd